# Stanislav Bártl
Stanislav Bártl (13. prosince 1927 Praha – 10. července 2011 Praha) byl český novinář, spisovatel, překladatel, cestovatel a polárník.

## Život
Jeho rodina pocházela ze Mšenska, rodiče měli hospodářství v Živoníně u Mšena. Narodil se 13. prosince 1927 v Praze 9.
Vyučil se jako radiomechanik, po vyučení krátce pracoval jako prodavač a radiomechanik. V jednadvaceti letech se stal redaktorem v Mladé frontě, kde pracoval až do roku 1989. V roce 1959 založil první vědeckou rubriku v některých českých denících a po dvě desetiletí vedl pravidelnou týdenní přílohu MF Víkend.
Byl prvním českým polárníkem, který působil v Antarktidě (1958) i v Arktidě (1963). O Antarktidě napsal knihu Bílá pevnina, která jako první česká kniha mapovala historii hledání a objevování Antarktidy. Ta mu následně dopomohla k pozvání na expedici roku 1958. Na půl roku se stal členem IV. sovětské antarktické expedice.
Čtvrtou sovětskou antarktickou expedici (1958–1960) vedl Alexandr Gavrilovič Dralkin. Její hlavní úkoly byly:
- Vystřídat třetí expedici a pokračovat na kontinentálních stanicích Mirnyj a Vostok podle programu Mezinárodního geofyzikálního roku a Mezinárodní geofyzikální spolupráce 1959.
- Pokračovat ve výzkumných pochodech do vnitrozemí, kromě jiného dosáhnout směrem přes stanici Vostok jižní točny.
- Vybrat místo a zřídit novou stanici Lazarev na pobřeží Země královny Maud.
- Geografický a geologický průzkum v oblasti Země královny Maud.
- Provést komplex vědeckých výzkumů během plavby expediční lodi Ob.

Námořní část expedice na Obu, která měla uskutečnit 3. až 5. bod programu, tvořilo 125 lidí. Mezi nim byl čsl. novinář Stanislav Bártl redaktor Mladé fronty. Se sovětskou expedicí odjel jako zpravodaj mládežnického tisku s úkolem posílat radiogramy a reportáže z cesty a potom napsat knihu o výzkumech v jihopolární oblasti. V Antarktidě byl třetím Čechem, za Václavem Vojtěchem a Antonínem Mrkosem, prvním novinářem.
V létě roku 1963 se vydal na ledoborci Leningrad otevřít Severní mořskou cestu Ledovým oceánem. V roce 1986 přeletěl severní točnu ve výši 10 km. Kromě obou polárních oblastí plul lodí po čtyřech oceánech a deseti mořích, navštívil města pěti kontinentů, scestoval takřka celý svět.
Jako spisovatel a překladatel se věnoval historii objevování a dějin polárních krajin, ale také historii lodí, atomových ponorek či bojů o polární končiny v období druhé světové války. Stal se nositelem ceny Akademie věd Československé republiky za přínos k popularizaci vědy a techniky, členem polární sekce České geografické společnosti a Klubu autorů literatury faktu (KALF). Spolupracoval s časopisy: Lidé a Země, Svět v obrazech, Co vás zajímá.
Zemřel po krátké nemoci 10. července 2011 v Praze.

## Dílo

### Spisy
- Bílá pevnina: tajemství jižní točny – ilustroval Josef Hochman. Praha: Mladá fronta, 1958
- Sovětská vlajka v Arktidě a v Antarktidě – Praha: Ústřední výbor SČSP, 1960
- Sovietska vlajka v Arktíde a v Antarktíde – do slovenčiny preložil autor. Bratislava: SV SČSP, 1960
- Směr jižní točna – Praha: Diafilm, 1960
- Tady končí svět – mapy nakreslil Josef Herčík. Praha: Mladá fronta, 1961
- Tu sa končí svet – do slovenčiny preložila Nora Jedličková. Bratislava: Mladé letá, 1961
- U nejjižnějších obyvatel země – Živa č. 5, 1961
- Kierunek Antarktyda [Směr Antarktida] – Alina i Czesław Centkiewiczowie 1: Przez morza i oceany – 2: Antarktyda, jaką przeżylismy; 3: Stanislav Bártl: Ku nie znanym wybrzeżom [K neznámým břehům], do polštiny Jadwiga Bułakowska. Warszawa: Iskry, 1961
- Dnešek a zítřek Antarktidy: ročenka Dvacáté století – Praha: Orbis, 1961
- Ledová kniha: antarktický cestovní deník – Juhan Smuul; přeložila Tereza Silbernáglová; doslov Stanislav Bártl; ilustroval Kamil Lhoták. Praha: Svět sovětů,1961
- Naši v Antarktidě: vyprávění a snímky československých účastníků třetí, čtvrté a páté sovětské výpravy do Antarktidy – Antonín Mrkos, Stanislav Bártl [K neznámým břehům], Oldřich Kostka, Oldřich Praus; mapy Pavel Semrád; uspořádal Josef Vávra; předmluva Josef Novák, Praha: Práce, 1963
- Antarktida v obrazech – Praha: SPN, 1964
- Antarktida v obrazoch: názorná pomôcka pre vyučovanie zemepisu – do slovenčiny preložil Ján Verešík. Praha: SPN, 1964
- Atómova Arktída: o dramatickej ceste atómového ladoborca a ponoriek na severný pól – do slovenčiny preložil Pavol Výraštek 1965 — do ruštiny 1967
- Zkáza černé eskadry: kapitoly z bitvy o Arktidu 1941–1945 – Praha: Ministerstvo národní obrany, 1967
- Námořníkem, topičem a psovodem za jižním polárním kruhem – Václav Vojtěch; doslov Stanislav Bártl. Praha: Olympia, 1968
- Stíny mořských hlubin: dobrodružství atomových ponorek – Praha: ČTK-Pragopress, 1971
- Záhada konvoje PQ 17 – Praha: Pressfoto, 1973 — Mladá fronta, 1984
- Karavany půlnoci – fotografie autor, mapy Karel Zpěvák. Praha: Orbis, 1978
- Let Josefiny Fordové – Praha: Mladá fronta, 1980
- Arktida stopami průkopníků – mapy Václav Morch; kapitolu Arktida v heslech a číslech napsala Ljuba Vašáková. Praha: Olympia, 1986
- Stíny mořských hlubin: dobrodružství atomových ponorek – Praha: Mladá fronta, 1989
- Křídla nad oceánem – Stanislav Bártl, František Kuník; obálka a ilustrace Jiří Matula. Praha: Nadas, 1991
- Václav Korda pilotem R. A. F. – podle vyprávění Václava Kordy napsal Adam Jist; doslov napsal Stanislav Bártl; obálku navrhl a graficky upravil Pavel Hrach. Praha: Mladá fronta, 1992
- Ďáblova bible. tajemství největší knihy světa – Stanislav Bártl, Jiří Kostelecký. Praha. Paseka, 1993
- Konvoj PQ 17: válečné drama v arktických mořích – Praha: Paseka, 1995
- Záhada dobývání severního pólu – Praha: Libri, 2009

### Překlady
- Válka v severních mořích – Arsenij Grigorjevič Golovko; z ruštiny. Praha: Mladá fronta, 1969 — 1987 a doplnil poznámkami
- Zajatci bílé smrti na plovoucích krách Severního ledového oceánu – Valerian Albanov; a napsal doslov; předmluva Nikolaj Vasiljevič Piněgin; mapy nakreslil Václav Morch. Praha: Olympia, 1972
- Dosažení jižní točny: deník z poslední expedice – Robert Falcon Scott; z angličtiny přeložili Stanislav Bártl a Karel Weiss. Praha: Mladá fronta, 1972